# Adrián Curiel Rivera
Adrián Curiel Rivera (Ciudad de México, 1969) es un narrador, ensayista y crítico literario mexicano. 

## Biografía
Es doctor en literatura española e hispanoamericana por la Universidad Autónoma de Madrid. Ha colaborado con artículos, reseñas y relatos en diversos medios nacionales y extranjeros. Es autor de seis novelas, ocho libros de relatos y tres ensayos de crítica literaria. Ha sido incluido en numerosas antologías: La X en la frente. Nueva narrativa mexicana, Antología del cuento latinoamericano del siglo XXI, Antología del cuento mexicano actual, Día de muertos, 20 años de narrativa. Jóvenes creadores del FONCA, Más de lo que imaginas. Cuentos perversos, Sólo cuento. Volumen 5, entre otras. Aunque se lo ha asociado en distintas ocasiones con la generación del crack, ese vínculo ha sido desestimado por Curiel Rivera en otras tantas oportunidades. Alfaguara publicó su novela Blanco Trópico en 2014. En la serie Rayuela (Textos de Difusión Cultural, UNAM), en 2016, apareció el libro de relatos Día franco. En 2018 salió a la luz su novela Paraíso en casa (Alfaguara). En 2019, 20 años después de su primera publicación en Cal y Arena, la editorial Ficticia reeditó Unos niños inundaron la casa. Lectorum ha publicado Amores veganos (2021), Vikingos. Los verdaderos descubridores de América (2022) y El camino de Wembra y otras utopías feministas (2023), un conjunto de sátiras, desde la ciencia ficción, sobre nuestros aguerridos tiempos. En 2024 han aparecido dos nuevos títulos de su autoría, Humanas jaurías (Lectorum) y Antología triste. Historias de amores inacabados (Ficticia). 

## Publicaciones

### Novelas
- Bogavante (2000, 2008)
- El Señor Amarillo (2004)
- A bocajarro (2008)
- Vikingos (2012)
- Blanco Trópico (2014)
- Paraíso en casa (2018)
- Vikingos. Los verdaderos descubridores de América (2022)

### Relatos
- Unos niños inundaron la casa (1999, 2019)
- Mercurio y otros relatos (2003)
- Madrid al través (2003, 2008)
- Quién recuerda a Doña Olvido (2012)
- Día franco (2016)
- Amores veganos (2021)
- El camino de Wembra y otras utopías feministas (2023)
- Humanas jaurías (2024)
- Antología triste. Historias de amores inacabados (2024)

### Ensayos de crítica literaria
- Novela española y boom hispanoamericano (2006)
- Los piratas del Caribe en la novelística hispanoamericana del siglo XIX (2010)
- Avistamientos críticos (2016)